# Pyramidenzelle
Die Pyramidenzellen sind ein Typus besonders großer Nervenzellen. Sie haben ihren Namen nach der Gestalt ihres Zellkörpers, der im Schnittbild dreizipfelig erscheint und somit einer Pyramide oder auch einem Kegel ähnelt. Diese Zellform kommt nur in der Großhirnrinde (Cortex cerebri) und in den Mandelkernen der Säugetiere vor, wo sie circa 85 % der Nervenzellen ausmacht, die übrigen 15 % werden Sternzellen genannt.

## Morphologie

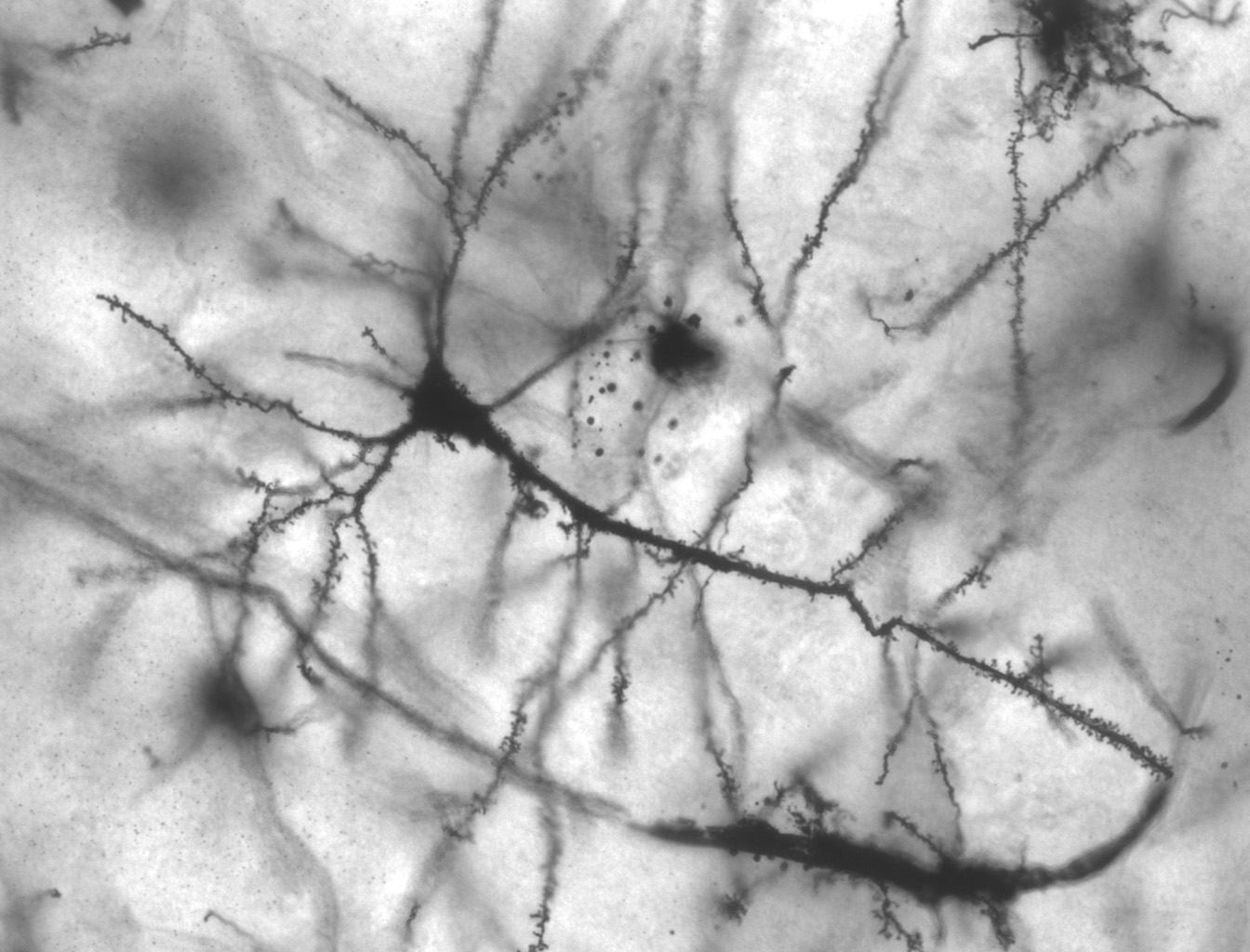
Pyramidenzelle aus dem Hippocampus in Silbernitratfärbung nach Golgi und 40facher Vergrößerung

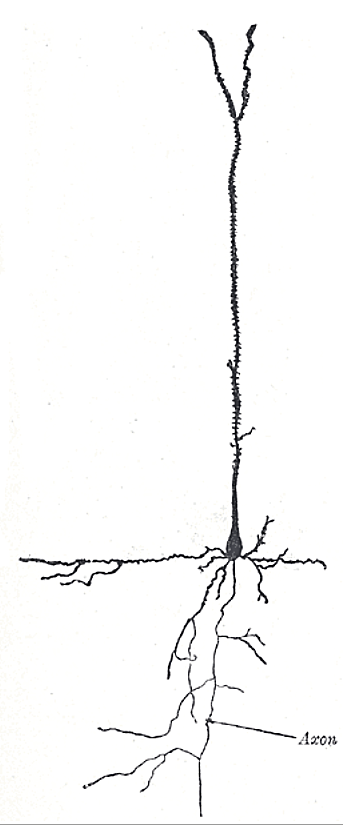
Betz-Zelle

Pyramidenzellen stehen im gesamten Cortex dicht an dicht wie Säulen, vorwiegend in der dritten und fünften Rindenschicht. Ihre feinen Dendriten zeichnen sich durch strickleiterförmig (John Carew Eccles beschreibt sie „patronengürtelförmig“) angeordnete, erregende Kontakte mit Sternzellen aus, während am Zellkörper überwiegend hemmende Synapsen sitzen. Das Axon verzweigt sich wurzelförmig in verschiedene Richtungen und bildet mehrere zehntausend erregende Synapsen auf etlichen, zum Teil weit entfernten Zellen.
Sowohl in Primaten als auch in Nagetieren erstreckt sich der Zellkörper einer Pyramidenzelle über etwa 20 μm. Einzelne Dendriten sind üblicherweise mehrere Hundert Mikrometer lang. Der basale Neurit einer Pyramidenzelle ist oft noch deutlich länger, üblicherweise mehrere Zentimeter, und kann zu entfernten Nervenzellen projizieren. Eine morphologische Besonderheit ist neben der Form und dem großen Zellkörper das Vermögen, sehr lange Verbindungsleitungen zu bilden. Die größten Pyramidenzellen sind die Meynert-Zellen im visuellen Cortex und die Betz-Zellen im primär-motorischen Cortex. Speziell in der Pyramidenbahn können Axone bis über einen Meter lang sein.

## Eingehende Informationen (Afferenzen)
Jede Pyramidenzelle erhält zwei verschiedene Formen der afferenten Erregung, spezifische und unspezifische. Die spezifischen Afferenzen führen z. B. die Informationen der Sinnesorgane vom Thalamus zum Cortex, sie enden am Zellkörper. Die unspezifischen Erregungen und Hemmungen der Pyramidenzellen stammen aus dem unspezifischen Aktivierungssystem 
(ARAS) der Formatio reticularis und gelangen vom Thalamus über die Basalganglien in die Hirnrinde. Hier werden sie erst auf Sternzellen umgeschaltet, die wiederum mit einer speziellen, strickleiterförmigen synaptischen Verbindung auf die Dendriten der Pyramidenzellen einwirken. Diese unspezifischen Erregungen vom reticulären Teil des Thalamus sind rhythmisch und wirken synchron über den ganzen Cortex auf den Grad der Wachheit und Aufmerksamkeit aktivierend oder hemmend, und wenn sie langsamer als 6 Hz sind, wird die Hirnrinde in Schlaf versetzt. Im Schlaf reagieren die Pyramidenzellen kaum noch auf Reize, nur sehr starke „Weckreize“ bringen sie zur Erregung. 
Die elektrischen Spannungsschwankungen, die von der Kopfhaut mit dem EEG registriert werden können, sind der Ausdruck dieser synchronen unspezifischen Erregungen.

## Vernetzung
Für die spezifischen Erregungen der Pyramidenzellen gilt wie an vielen Stellen des Nervensystems das Konvergenz-Divergenz-Prinzip, welches besagt, dass jede Zelle von vielen anderen erregt wird und selbst an viele andere Nervenzellen Impulse sendet. So ist jeder Teil der Hirnrinde über den Balken mit einem spiegelbildlichen Teil der anderen Hirnhälfte verbunden, aber die Pyramidenzellen bilden auch weit verfächerte Verbindungen in der gleichen Seite, Verbindungen zum Kleinhirn, Stammhirn usw. 
Das Wachstum dieser unzählbaren, unüberschaubaren Verbindungen und die Ausbildung der synaptischen Kontakte unter den Pyramidenzellen findet besonders stark in den ersten Monaten und Jahren statt, es ist das Wachstum der neuronalen Netze, die seit der Beschreibung durch Donald O. Hebb als Träger der Gedächtnisfunktion gesehen werden.